# Meriem Merdaci
Mériem Merdaci (née en 1983 à Constantine) est une femme politique algérienne, ministre de la Culture du 1er avril au 24 août 2019.

## Biographie
Née en 1983 à Constantine, c'est la fille de l'historien et sociologue Abdelmadjid Merdaci. 
Titulaire d'un baccalauréat scientifique, elle décroche une licence en sciences de l'information et de la communication Université Constantine 3, puis un Master 2 en Histoire, société et culture (université Paris-XIII).
De 2005 à 2008, elle est journaliste. En 2008, elle fonde les Éditions du Champ libre à Constantine. En dix ans, Mériem Merdaci publie 17 livres, en arabe, en français et en tamazight. En parallèle, elle traduit également en arabe des livres en français.
Le 31 mars 2019, dans le contexte des manifestations de 2019 en Algérie, elle est nommée ministre de la Culture dans le gouvernement Bedoui. L'opposition estime qu'elle a été nommée à l'initiative de son père.
Le 15 avril, elle est empêchée par une foule en colère d'effectuer une visite à Tipaza.
Le 24 août, deux jours après le drame survenu au concert de Soolking et ayant fait cinq morts, elle présente sa démission,.